# Gąszcze
Gąszcze [pronunciación en polaco: /ˈɡɔ̃ʂt͡ʂɛ/] es un pueblo ubicado en el distrito administrativo de Gmina Galewice, dentro del Distrito de Wieruszów, Voivodato de Łódź, en Polonia central. Se encuentra aproximadamente a 6 kilómetros al noreste de Galewice, a 14 kilómetros al noreste de Wieruszów, y a 93 kilómetros al suroeste de la capital regional Łódź.